# Неповні речення

## Загальна характеристика неповних речень
Неповні речення — це речення, в яких пропущено один чи декілька потрібних для його структури членів, що встановлюється з попереднього речення чи ситуації мовлення.
За  умовами  пропуску  головних  чи  обов’язкових  членів  речення неповні речення поділяються на кілька видів: власне-неповні та еліптичні. Власне-неповні у свою чергу поділяються на контекстуальні, ситуативні, парцельовані й обірвані. 
Типи неповних речень:
- Контекстуальне
- Ситуативне
- Еліптичне

Будь-яке просте речення може бути  повним або неповним. Поняття-термін неповне речення якоюсь мірою умовне, адже це є підставою для мотивації висновку, що вони недосконалі за однією з тих якостей, які притаманні реченню або становлять відступ від синтаксичної норми на реченнєвому рівні, тобто не зовсім повноцінні структурно, граматично, комунікативно чи функціонально.
У цьому зв'язку варто зауважити, що з погляду власне лінгвістичного в українській мові взагалі немає нічого неповноцінного, недосконалого. Вади чи недосконалості стосуються не мови, а мовлення-саме індивідуального мовлення, в якому більшою чи меншою мірою порушуються мовні норми.
Неповні речення — це повноцінні спілкувальні конструкції, до того ж, максимально економні, лаконічні, словесно згущені, зредуковані, фрагментарні, стилістично доцільні.
Неповними називаються речення, в яких одна з ланок їхньої внутрішньосинтаксичної будови (один чи кілька членів речення, частина одного із членів речення) не вимовляється (не вербалізується) і втой же час фіксується свідомістю, є повністю або ж достатньо зрозумілою. Наприклад: Вам подобається професія вчителя? — Дуже(І.Вільде).
Неповне речення-своєрідні засоби спілкування. Вдалі сполуки повних і неповних структур створюють своєрідний колорит невимушеного побутового спілкування. Тому неповні речення, як і повні, доцільно розглядати у двох основних аспектах:
1) Конструктивний (формально-граматичний)
2) Комунікативний 
На конструктивному рівні сутність багатьох неповних речень пояснюється зсередини, у відриві від контексту, оскільки такі речення є автономні, самодостатні,
як от: Уже сонце на небі (Ю.Яновський). На міст!- Крикнув він до вершників.- Через Десну! (О.Копиленко).
У комунікативному плані більшість неповних речень залежить від ситуації, в якій вони побутують, використовуються. Наприклад: Та ні, — заперечила несміливо (І.Вільде). У наведеному прикладі попередні речення не записано, тому зміст діалогу незрозумілий.
Утворенню неповних речень сприяють повні форми позамовного і власне мовного характеру, зокрема в діалогічному мовленні, коли за певних комунікативних ситуацій немає потреби вживати повне речення. До того ж, часто під час спілкування наявні предмети, про які мовиться, у безпосередньому зоровому сприйманні.
Наприклад: Потримай.(Співрозмовник подає сумку).
Реченнєва структура може набути чіткої модальності (прохання, перестороги, вимоги, запрошення), завдяки використанню крім слів, інтонації, виразної міміки, жестів, руху.
Інша річ, коли конкретна ситуація відтворюється графічно, тобто записується текст. Зрозумілим кожне з неповних речень стає тільки завдяки змістовим зв'язкам з навколишніми реченнями, найчастіше з попередніми. Наприклад: Я р о с л а в: -Ти, каменщик, коли будуєш церкву, Єдиний кут свій бачиш. Я ж усю від самого підмурку до хреста (бачу церкву) (І.Кочерга).
Отже, на формування неповних речень впливають внутрішньосинтаксичні і зовнішньосинтаксичні чинники.
Зовнішньосинтаксичні чинники формування неповних речень належать до позамовних явищ: конкретність ситуації, життєве середовище, обставини, за яких стає можливим функціонування будь-якої речннєвої конструкції.
І внутрішньо- і зовнішньосинтаксичні чинники дають мовцям змогу зберігати у свідомості пропущену в неповному реченні словоформу, слово.
Пропуск (опущення, випущення, неназивання, еліпсис) окремих частин реченя не тільки узгоджується з комунікативною метою речення, а й допомагає осягнути її найбільш природним і зручним способом, еконмно, без повторення вищесказаного і відомого (у власне неповних реченнях), без називання зрозумілого.
Неповні речення конструюються з урахуванням типової повних речень.
Вони можливі тільки тому, що відповідні думки можна передати граматично повною формою. Це паралельні, синтаксично синонімічні засоби виразу того самого змісту, і тому, як і повні речення, їх треба поділяти на двоскладні і односкладні.
Пропущені члени (член) речення в будь-якому двоскладному і односкладному реченні встановлюються:
1) з попередніх чи подальших речень: Дзигарі в столовій пробили другу. Голосно, різко(М.Коцюбинський);
2) з конкретної ситуації, обстановки, розмови: Яке ж велике!(море)(О.Гончар);
3) із змісту самого неповного (еліптичного) речення: З приїздом вас! — трохи подумавши, додав учитель (А.Тесленко); вітаю, вітаємо.
Неповні речення широко вживаються у розмовно-побутовому мовленні, а також у художньо-літературних текстах, переважно в діалогах.

## Погляди мовознавців на неповні речення
Речення, які називаються неповними, широко вживаються у сучасній українській мові, особливо в розмовному та художньому стилях.
Термін «неповні речення» належить М.Грачу, на думку якого, неповними є такі конструкції, в яких у яких пропущений будь-який член речення.
Ф. Буслаєв, уточнюючи тлумачення неповного речення, зазначав, що пропущеними можуть бути тільки головні члени речення. П. Фортунатов, трактуючи речення, яке є вираженням психологічного судження, вважав, що за умови вираження обох членів психологічного судження граматичними складами речень, речення є повними.
За відсутності одного з головних членів речення є неповними.
О. Пєшковский називає неповними реченнями такі, в яких не вистачає одного чи кількох членів. Він виділяє неповні особові речення без підмета, без присудка, без дієслівної зв'язки, з дієслівною зв'язкою, але без предикативного члена тощо.
О. Шахматов розмежував неповні та односкладні речення. Неповні речення з пропущеними підметами він називав «недостатніми», з пропущеними присудками — «порушеними», з пропущеними складовими частинами підмета чи присудка — «дефектними».
І донині неповні речення трактують по різному. На думку одних учених, неповними є лише такі речення, неповнота яких зумовлюється контекстом чи ситуацією.
Інші неповними вважають речення з відсутнім членом, потреба в якому зумовлюється граматичною структурою даного речення.
Неповні речення зумовлені потребами комунікації, бо дають змогу висловлювати думку економно, без зайвих повторень і водночас зрозуміло. На їх утворення впливають власне мовні та позамовні чинники.
Власне мовні чинники ґрунтуються на формах слів, що своєю роллю вказують на семантику та морфолого-синтаксичні особливості неназваних членів.
Позамовними чинниками є ситуація, умови мовлення, міміка жести.
Якщо в повних реченнях усі позиції матеріально виражені, то в неповних, що будуються за тієї самою моделлю, деяких членів речення формально немає, однак утримуються в свідомості, є необхідними складниками і беруть участь в організації неповних речень.
Отже, неповні речення є ущільненими варіантами повних. Вони можуть бути двоскладними і односкладними.
Наслідком неназваного члена речення є перерваний синтаксичний зв'язок. Наприклад, у конкретній ситуації, зрозумілих для вчителя і учня, цілком природним є використання речень типу : Це твій?(зошит); Це твоя?(книга); Це твоє?(завдання).
Використання займенника в чоловічому, жіночому, середньому роді зумовлюється потребою його узгодження з неназваним членом у роді, числі, відмінку.
Найчастіше пропускаються головні члени речення, хоча неповними бути й речення з неназваним будь-яким другорядним членом.
Пропущені члени речення можуть установлюватися:
1) з попередніх і наступних речень, наприклад: Вгорі було небо, заслане сірими хмарами. Помалу пересувалися, то купчилися, то розлазилися — нудні й огидні(Б.Грінченко);
2) з конкретної обстановки мовлення, наприклад: Крик зчинився серед селян:- Тікають! Тікають! Лови!…(Б.Грінченко);
3) зі структури та змісту самого неповного речення, наприклад: А довкола — млисто-бузкова далеч, і золота стерня, і запашний, не отруєний війною вечір (О.Гончар);
Отже, функціонування неповних речень зумовлюється контекстом і ситуацією, а також структурою і змістом самого неповного речення. Саме ці показники взято за основу класифікації неповних речень.

## Контекстуальні неповні речення
У контекстуальних неповних реченнях пропущений член відновлюється з контексту (найближчих речень тексту). Причиною пропуску є те, що слово вже вживалося і немає потреби його повторювати.

Контекстуальні неповні речення — це такі структури, в яких пропущений член визначається з контексту, переважно з попереднього речення.
Найчастіше це речення з неназваним підметом: Був козак Самійло. Ховала губи від поцілунку, хоч знала, що поцілує, втікала від Самійла через кладку, хоч знала, що не втече, боролася з козаком у п'янкому полину, хоч знала, що не оборониться, і народила йому двох соколят — синів…(Р.Іваничук).
Часто в неповних двоскладних реченнях пропущений присудок, наприклад: Придбав він і тепер. За ним — другі, треті (Панас Мирний).
У неповних двоскладних і односкладних реченнях за наявності головних членів можуть бути відсутні другорядні члени, наприклад: Подавай заяву. Салвенко вже подав(І.Рябокляч);
Нерідко одночасно пропущені головні і другорядні члени в двоскладних та односкладних реченнях, наприклад: На другий день я мав, гуляючи, купити струни для гітари. На третій — мазь для черевиків (Петро Панч).

## Ситуативні неповні речення
У ситуативних неповних реченнях пропущений член відновлюється з мовленнєвої ситуації. Причиною пропуску є те, що всі учасники розмови знають, про що йдеться.
У структурах ситуативних неповних речень пропущений член (головний чи другорядний) не вживається з огляду на ситуацію мовлення, з якої він зрозумілий.
Наприклад, у процесі спілкування двох чи більше осіб часто не називаються зрозумілі для мовців речі, наприклад: Потримай (портфель); Покажи (книгу); Візьми (яблуко); Принеси (стільця).
Часто ці речення використовуються в конструкціях із прямою мовою, наприклад: За тиждень усе село знало вже нового вчителя. Сільська молодь марила ним, а поважні чоловіки казали: — Молодий іще трохи, та нічого (С.Васильченко).
Найширшою сферою використання ситуативних неповних речень є діалогічне мовлення, в якому пропущені головні і другорядні члени, нерідко одночасно. В такому разі неповне речення являє собою рему, наприклад :
-Як тебе звуть? — зумисне спитав Дашкович.
-Лук'ян Павличок, — сміливо сказав молодий (І.Нечуй-Левицький)

## Еліптичні речення
Еліптичне — це речення в яких неназваний член не визначається з контексту та обстановки мовлення, а зумовлюється структурою та семантикою самого речення.
Еліптичні речення розглядають як різновид неповних, але їх специфіка полягає в тому що вони семантично повні, а структурно -неповні.
Дехто з учених трактує їх самостійні речення окремого типу, особливістю структури яких є відсутність дієслівного присудка, що не встановлюється з контексту.
Приклад:"Для нього, для Баглая-молодшого, тут епіцентр життя" (О.Гончар)- у цьому двоскладному реченні не вжитий присудок, що засвідчується наявністю обставини тут, який може бути заміщений дієсловом міститься, перебуває, є.
Водночас за інформативною семантикою це речення повне.